# Батуринский 175-й пехотный полк
175-й пехотный Батуринский полк — пехотная воинская часть Русской императорской армии. Принимал участие в Первой мировой войне.

## История
Полк имеет старшинство с 31 июля 1877 года, когда был образован из кадра Тульского местного батальона 35-й резервный пехотный батальон, переименованный 10 октября 1878 года в 66-й резервный пехотный (кадровый) полк. Высочайшей грамотой от 31 марта 1880 года полку было пожаловано знамя.
25 марта 1891 года этот полк был переформирован в Батуринский резервный батальон. 1 декабря 1892 года батальон был вновь переформирован — в двухбатальонный 188-й пехотный резервный Батуринский полк, в котором 1 января 1898 года были сформированы ещё два батальона. Тогда же полк был переведён в действующие войска и получил № 175-й. Во второй половине 1895 года штаб полка передислоцировался из г. Могилёв-Подольский, Подольская губерния, в г. Умань, Киевская губерния.

### Участие полка вПервой мировой войне
К началу Первой мировой войны Батуринский полк находился в составе Киевского военного округа. С июля 1914 г. он вместе с дивизией и корпусом включён в 3-ю армию Северо-Западного фронта. Боевые действия полк вместе с армией вёл в Польше, на реке Сан, после Горлицкого прорыва германо-австрийских войск 1915 года — на западе современной Белоруссии.

25-го [августа 1914 г.] наступление развивалось туго. Лишь два левофланговых корпуса 5-й армии, совместно с выходившим в томашовском направлении XXI корпусом 3-й армии разбили у Посадова группу эрцгерцога Иосифа Фердинанда. В боях у Посадова 25 августа нами взято 2400 пленных и 18 орудий (175-м пехотным Батуринским полком). Генерал Плеве обратил сюда главные свои усилия: при дальнейшем развитии успеха он заходил в тыл маневренной группе австрийцев у Равы Русской и Городка.— [militera.lib.ru/h/kersnovsky1/15.html Керсновский А. А. История русской армии]
Участвовал в следующих боевых действиях:
- 26.08.1914 — 28.08.1914 — Встречное сражение 3-й русской и 3-й австро-венгерской армий на реке Золотая Липа. В составе операции: Галицийская битва
- 03.09.1914 — 03.09.1914 — Взятие русскими войсками Львова. В составе операции: Галицийская битва
- 01.09.1914 — 15.09.1914 — Галич-Львовская операция. В составе операции: Галицийская битва
- 17.09.1914 — 11.10.1914 — Осада Перемышля
- 02.05.1915 — 22.06.1915 — Горлицкий прорыв и начало отступления русских войск
- 02.05.1915 — 23.05.1915 — 1-е наступление австро-германских войск
- 15.06.1915 — 22.06.1915 — 2-е наступление австро-германских войск
- 15.07.1915 — 02.09.1915 — Польский мешок (потеря Польши)
- 10.07.1915 — 20.07.1915 — Наревская операция[3][4]
- 23.01.1917 — 10.02.1917 — Митавская операция

Осенью 1916 г. полки 44-й пехотной дивизии занимали оборонительные позиции в Икскюльском укреплённом районе на берегу реки Западная Двина, где 25 сентября были подвергнуты немецким газовым атакам; после этого приказом по 44-й пехотной дивизии № 409/203 от 28 сентября 1916 г., в дополнение к красным ракетам и сигналистам для оповещения о газовой атаке, командиру 175-го пехотного полка предписывалось «немедленно купить и поставить на предмостной позиции три колокола (по одному за правым флангом, центром и левым флангом)».

### Герои Первой мировой войны
- Вольский, Иван Николаевич (29.5.1870 – 7.10.1914), капитан 175-го пехотного Батуринского полка. Сын статского советника Харьковской губернии. Окончил Харьковское реальное училище и Чугуевское пехотное юнкерское училище по 1-му разряду. В службу вступил 18.9.1891 г. в Старобельский резервный батальон вольноопределяющимся 1-го разряда. 4.4.1892 г. произведен в младшие унтер-офицеры, а 25.7.1894 г. – в подпрапорщики. 20.2.1895 г. произведен в подпоручики со старшинством с 1.9.1894 г. с переводом в 21-й пехотный Муромский полк. 1.5.1899 г. произведен в поручики со старшинством с 1.9.1898 г. 7.8.1899 г. переведен в 4-й Варшавский крепостной пехотный полк. 1.5.1903 г. произведен в штабс-капитаны со старшинством с 1.9.1902 г. С 24.1.1905 г. – начальник учебной команды, с 4.10.1905 г. – полковой казначей, с 2.4.1908 г. – полковой квартирмейстер, с 18.12.1908 г. – и. д. делопроизводителя по хозяйственной части. С 8.1.1909 г. временно командующий, а с 18.2.1909 г. – командующий 2-й ротой. 28.4.1909 г. произведен в капитаны со старшинством с 1.9.1906 г. 29.9.1910 г. переведен в 175-й пехотный Батуринский полк. Участник Первой мировой войны, командир 3-го батальона 175-го пехотного Батуринского полка, убит в бою 7.10.1914 г. Посмертно награждён орденами Св. Станислава 2-й степени (15.1.1915 г.) и Св. Анны 2-й степени (14.2.1915 г.). Вдове капитана Вере Константиновне Вольской с дочерьми Еленой (род. 30.3.1901 г.) и Валерией (род. 29.4.1905 г.) назначена пенсия. 26.2.1915 г. последовало Высочайшее соизволение на исключение из списков с чином подполковника (Высочайший приказ от 2.3.1915 г.). Кавалер ордена Св. Георгия 4-й степени. Награждён посмертно «за то, что 4, 5 и 6 октября 1914 г., в боях на р. Сан, командуя правым боевым участком полка и находясь на наиболее опасном фронте к стороне д. Ниско, неоднократно с беспримерным упорством отбивал сильнейшие атаки противника, нанося ему громадный урон; 7 октября, отбив атаку неприятельского батальона, увлекая нижних чинов личным примером, перешел в контратаку, увенчавшуюся полным успехом, сам же сраженный неприятельской пулей смертью своей запечатлел содеянный им подвиг, давший полку возможность перейти в общее наступление на д. Рословице и занять её северо-восточную окраину» (Высочайший приказ от 19.05.1915 г.).
- Гармашев, Лев Петрович (13.02.1873 – ?), общее образование получил в Николаевском-Александровском реальном училище с дополнительным курсом. В службу вступил 26.07.1895. Окончил Киевское пехотное юнкерское училище (по 2-му разряду). В офицеры произведён в 188-й пехотный резервный Батуринский полк. Подпоручик (ст. 13.08.1897). Поручик (ст. 13.08.1901). Участник Русско-японской войны 1904–1905 годов. Штабс-капитан (ст. 13.08.1905). Капитан (ст. 13.08.1909). На 01.11.1913 в том же чине в 175-м пехотном Батуринском полку. Участник мировой войны. На 31.10.1916 подполковник того же полка. Полковник (пр. 31.10.1916; ст. 07.04.1916; на основании приказа по ВВ 1915 г. №563 ст. 1 и 9). Награды: ордена Св. Анны 3-й степени (1911); мечи и бант к ордену Святой Анны 3-й степени (Высочайший приказ от 12.1914); Св. Станислава 2-й степени с мечами (Высочайший приказ от 14.02.1915); Георгиевское оружие (ПАФ 09.03.1917).[5]
- Гречаный, Роман Иванович (1876 – 1957), старший унтер-офицер 175-го пехотного Батуринского полка. Родился в с. Бражниково, Васильевской волости, Бобровского уезда, Воронежской губернии. Во время боя 22.07.1915 г. на позиции у м. Рожанов был ранен, забран в плен в Германию. Из лазарета военнопленных г. Альтдам (ныне Щецин) отправлен в Россию для обмена. 1.01.1917 г. поступил на излечение в городской лазарет Петрограда. За храбрость и отличия в сражениях был награждён 2 Георгиевскими крестами и Георгиевской медалью. Похоронен на Коминтерновском кладбище Воронежа.
- Жуков, Пётр Иванович (1888 — ?), полный георгиевский кавалер. Пехотные части. Родился в с. Лисичанское, Грайворонского уезда, Курской губернии. В 1909 году зачислен в 8-ю роту 175-го пехотного Батуринского полка. В 1912 году — ст. унтер-офицер, с 1913 года на сверхсрочной службе. 11.10.1914 года попал в плен, откуда бежал и 25.01.1916 года зачислен в списки 11-й роты. 15.04.1916 г. переведён в 19-й Кавказский стрелковый полк, в команду пеших разведчиков. 30.04.1916 года переименован в подпрапорщики. «За боевые отличия» произведён в прапорщики в 1917 г.[6]

### Воинские захоронения
В Латвии:
- Посёлок Варкава (Vārkava), Упмальская волость, Прейльский край. Воинская братская могила на территории католического кладбища. Число и имена похороненных русских воинов (бойцы 173-го Каменецкого и 175-го Батуринского пехотных полков) неизвестны.
- Посёлок Вилцаны (Vilcāni), Упмальская волость, Прейльский край. Воинская братская могила. Число и имена похороненных русских воинов (бойцы 175-го Батуринского пехотного полка и 14-го сапёрного батальона) неизвестны.
- Посёлок Диманты (Dimanti), Ерсикская волость (Jersikas), Ливанский край. Воинская братская могила. Число и имена похороненных русских воинов (бойцы 175-го Батуринского пехотного полка) неизвестны.
- Воинское братское кладбище около посёлка Пикалне (Pikalne) Саласпилсского края. На братском кладбище похоронены 1547 русских воинов, в том числе 1542 бойца 173-го Каменецкого, 174-го Роменского, 175-го Батуринского и 176-го Переволочинского пехотных полков, умерших в сентябре—декабре 1916 года от ран и отравлений, полученных в ходе немецких химических атак. Имена неизвестны. Состояние кладбища на июнь 2007 года оценивалось как неудовлетворительное[7].

## Знамя
Полк использовал знамя 66-го резервного батальона, дарованное 31 марта 1880 года (знамя образца 1880 года, со светло-синими медальонами и золотым шитьем). Знамя имело армейское навершие образца 1857 года и чёрное древко.

## Марш
Яркая и запоминающаяся музыка Марша Батуринского полка, который изначально назывался «В кружок» (композитор — Г. Холева, инструментовка О. И. Закржевского), стала известной после того, как её записали несколько ведущих военных оркестров Российской Федерации:
- 1994 — Первый Отдельный показательный оркестр Министерства Обороны, дирижёр Виктор Афанасьев (CD «Старинные марши и вальсы» Russian Disc RDCD 301)
- 1995 — Оркестр штаба Ленинградского военного округа, дирижёр Николай Ущаповский (CD «РУССКИЕ МАРШИ И ВАЛЬСЫ» 760902)
- 1999 — Образцовый военный оркестр Почётного караула (CD «МАРШИ» Russian Disc RDCD 601).

## Полковая церковь

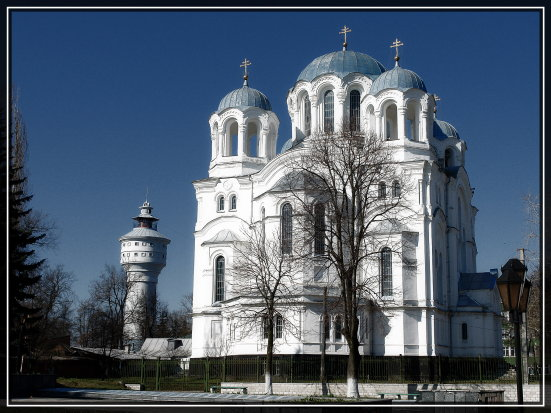
Трёх-Анастасиевский кафедральный собор в г. Глухов

Церковь 175-го пехотного Батуринского полка в честь Св. Николая Чудотворца.
Полковой праздник 6(19) декабря.
Походная (при полку) церковь существовала с 1892 года. Церковь эта сопутствовала полку в Русско-японскую войну в 1905 году.
Здания церковного полк не имел, в 1913—1914 годах для удовлетворения религиозных нужд воинских чинов пользовался церковью потомственного почётного гражданина г. Глухов Н. А. Терещенко.
По штату при полковой церкви положен один священник.

## Командиры полка

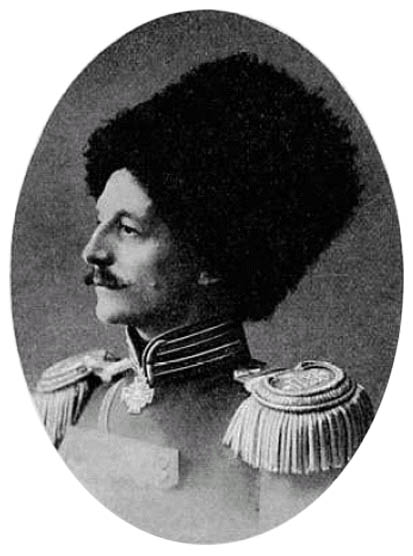
Подполковник С. С. Тишин, командир полка в 1909—1910 годах.

- конец 1892 — 01.01.1898 — полковник Редигер, Николай Фёдорович[10]
- 04.02.1898 — 14.05.1901 — полковник Иванов, Михаил Никитич
- 05.06.1901 — 10.05.1904 — полковник Рещиков, Николай Петрович
- 10.05.1904 — после 01.01.1909 — полковник Бояровский, Адам Адамович
- 23.04.1909 — 14.07.1910 — полковник Тишин, Сергей Сергеевич
- 16.11.1911 — 28.10.1914 — полковник фон Коцебу, Павел Аристович. За отличия в 175-м пехотном  Батуринском полку награждён орденом Св. Георгия 4-й ст. (ВП 25.04.1916).[11]
- 03.11.1914 — 30.11.1914 — полковник Амбразанцев-Нечаев, Иван Алексеевич[2]
- 20.12.1914 — 21.01.1916 — полковник Нечволодов, Михаил Дмитриевич[2]
- 21.01.1916  — полковник Холин, Петр Иванович[2]
- ?.?. 1916 — 1918 — подполковник Трутенко, Валентин Максимович

## Известные люди, служившие в полку

Генерал-майор Жуков, Сергей Васильевич

- Епископ Сергий (в миру Александр Сергеевич Куминский), епископ Русской православной церкви, не позднее 1895 года назначен священником 188-го пехотного резервного Батуринского полка[12] (с 11 марта 1898 года до 1905 года — священник 175-го Батуринского пехотного полка).
- Полковник Симановский, Василий Лаврович служил в чине подпоручика в 175-м пехотном Батуринском полку (07.06.1899—07.01.1900).[13]
- Генерал-майор Жуков, Сергей Васильевич отбывал цензовое командование ротой в 175-м пехотном Батуринском полку (30.09.1900—01.10.1901).[14]

## Архивыполка
Документы Батуринского полка с 1918 г. хранились в Военно-историческом архиве РСФСР в Петрограде (позднее — филиал ЦГВИА СССР в Ленинграде).  В 1955 г. филиал ЦГВИА был ликвидирован, и документы из него к 1958 г. сосредоточились в Москве.